# Mary et la Fleur de la sorcière
Mary et la Fleur de la sorcière (メアリと魔女の花, Meari to majo no hana) est un film d’animation japonais réalisé et écrit par Hiromasa Yonebayashi, produit par Yoshiaki Nishimura animé par Studio Ponoc, et produit par Tōhō, une compagnie de production japonaise. Le film est adapté du roman pour enfant Le Balai magique, sorti en 1971 et écrit par Mary Stewart.
C'est le premier film produit par le Studio Ponoc, fondé par d’anciens membres du Studio Ghibli. Il est sorti au Japon le 8 juillet 2017 et en France le 21 février 2018.
Il met en vedette les voix de Hana Sugisaki, Yūki Amami et Fumiyo Kohinata.

## Synopsis
Mary Smith emménage avec sa grand-tante Charlotte dans un village du nord de l’Angleterre. Mary essaie de combler son ennui et son manque d’amis en aidant dans la maison non sans quelques difficultés. En effet, le jeune livreur de journaux du village, Peter, se moque souvent de sa maladresse et de ses cheveux roux. Un jour, deux chats — Tib et Gib — emmènent Mary dans une forêt mystérieuse, où elle découvre des fleurs qui scintillent. À son retour, le jardinier Zebedee lui confie le nom et l’histoire de cette fleur mystérieuse. Il s’agit de la fleur « Fly-by-night », qui est souvent utilisée par les sorcières pour ses propriétés magiques.
Le lendemain, à son réveil, Mary constate que Gib a disparu alors que Tib la conduit vers un balai. Soudain, Mary fait maladroitement tomber une ampoule de la fleur sur le balai, lequel, transformé par la magie, permet à Mary de l’utiliser comme une vraie sorcière. Prenant l’envol, le balai l’emmène jusqu’à un grand bâtiment, niché dans les nuages, connu comme l’université d’Endor pour les sorcières.
Sitôt atterrie sur le sol de l’université, elle rencontre la directrice, Madame Mumblechook, qui apparaît d’abord sous la forme d’eau. Celle-ci est persuadée que Mary est une nouvelle élève accompagnée par Tib, son animal, et lui fait donc visiter les lieux de l’université. Elle rencontre ainsi le docteur Dee — le fameux professeur de chimie — et lors du premier cours, Mary fait preuve de ses grandes qualités pour les sortilèges, en particulier celui de l’invisibilité. De ce fait, la directrice et Docteur Dee sont convaincus que Mary est un prodige, surtout qu’elle arbore une chevelure rousse, caractéristique distinctive des meilleures sorcières.   
Toutefois, lorsque Mary avoue que ses pouvoirs n’existent que grâce à la fleur « Fly-by-night » et que Tib appartient en réalité à Peter, Madame Mumblechook change d’attitude très rapidement et n’accepte de renvoyer Mary chez elle que si elle lui communique l’adresse de Peter. Le soir de son retour à la maison, Mary reçoit un message de la part de la directrice qui l’informe qu’elle a kidnappé Peter et qu’elle exige que Mary lui amène les ampoules de la fleur en échange de sa libération. Mary et Tib retournent rapidement à Endor avec la fleur, mais à leur arrivée la directrice et Docteur Dee les emprisonnent dans leur laboratoire dédié aux transformations. Elle y retrouve finalement Peter avec qui elle découvre que Doctor Dee passe son temps à expérimenter sur les animaux, Gib inclus, en les transformant en créatures fantastiques. Mary sort alors un livre de sortilèges, qu’elle avait volé dans le bureau de la directrice, et y déniche un sort qui lui permettra de défaire les transformations et ouvrir les portes du laboratoire. Mais, lorsqu’ils essaient de s’enfuir sur le balai magique, Peter est rattrapé.
Le balai emporte Mary dans une maison de campagne isolée sur une petite île vivante. A l’intérieur de la maison, Mary retrouve des notes pour des sorts inscrits sur le miroir que sa grand-tante Charlotte utilise pour la contacter. A travers ses visions, Charlotte lui révèle que cette gîte était son ancienne maison, et qu’elle aussi était auparavant, à Endor, une excellente étudiante aux cheveux roux. Un jour, tout comme Mary, elle trouva les fleurs « Fly-by-night » sur le campus. Cette découverte déchaîna une obsession chez Madame Mumblechook et Docteur Dee d’obtenir cette fleur, afin qu’ils puissent l’utiliser pour un projet : transformer tous les humains en sorciers. Cette révélation faite, Charlotte supplie Mary d’utiliser sagement ses dernières ampoules, pour pouvoir retourner à la maison. Toutefois, Mary jure qu’elle les utilisera au contraire pour sauver Peter.
Mary retourne à Endor et trouve la directrice et le docteur Dee en train de transmuer Peter en sorcier. Néanmoins, ces expérimentations ne fonctionnent pas, laissant Peter pris au piège dans monstre gélatineux. Mary récupère le livre de sorts auprès de Peter et l’utilise pour annuler l’expérimentation échouée, ainsi que toutes les recherches de la directrice et du docteur. Finalement, Mary et Peter rentrent à la maison, et Mary jette le dernier bulbe, proclamant qu’elle n’a pas besoin de la magie.  

## Fiche technique

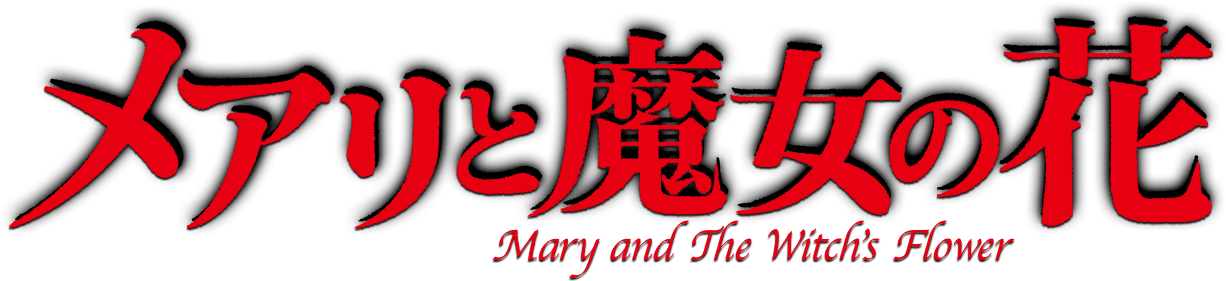
Logo original du film.

Source : fiche technique sur www.buta-connection.net
- Titre original : メアリと魔女の花 (Meari to majo no hana?)
- Titre français : Mary et la Fleur de la sorcière
- Titre international : Mary and the Witch's Flower
- Réalisation : Hiromasa Yonebayashi
- Scénario : Hiromasa Yonebayashi et Riko Sakaguchi d'après le roman Le Balai magique de Mary Stewart
- Direction Artistique : Tomotaka Kubo
- Animation : Takeshi Inamura
- Couleurs : Fumiko Numahata
- CGI : Yû Karube
- Photographie : Atsushi Okui
- Musique : Takatsugu Muramatsu
- Société de production : Studio Ponoc
- Société de distribution : Tōhō
- Production : Yoshiaki Nishimura
- Pays d'origine : Japon
- Langue originale : japonais
- Format : Couleurs - 35 mm - 1,85:1 - Dolby Digital
- Genre : animation, aventure
- Durée : 102 minutes
- Dates de sortie :
  - Japon : 8 juillet 2017
  - Canada : 29 octobre 2017
  - France : 21 février 2018

## Personnages
Mary (メアリ)
Mary Smith, une jeune fille de 11 ans, rousse aux yeux bleus, est la protagoniste du film. Mary est décrite comme gaie, vive, curieuse et innocente. Cependant, elle est maladroite et insatisfaite de sa vie quotidienne. Elle vit avec sa tante Charlotte dans une maison rouge et passe ses journées dans la frustration et l’anxiété, jusqu’au jour où elle découvre une fleur de nuit dans une forêt qui l’emmène à l’Université d’Endor. Elle est entraînée dans une aventure extraordinaire lorsqu'elle rencontre la "fleur de la sorcière" interdite.
Voix japonaise : Hana Sugisaki, voix française : Maryne Bertieaux
Peter (ピーター)
Peter, un jeune garçon de 12 ans, est livreur de journaux.Il joue le rôle d'un  bon garçon avec un grand cœur. Il vit lui aussi à Red Manor. Il accompagnera Mary jusqu’à l’Université d’Endor. Il sera ensuite kidnappé par Madame Mumbletchuk et parviendra à s’échapper Endor. Il est porteur d’un secret.
Voix japonaise : Ryunosuke Kamiki, voix française : Gabriel Bismuth-Bienaimé
Madame Mumbletchuk (マダム・マンブルチューク)
Madame Mumbletchuk est la directrice de l’Université d’Endor et la mauvaise sorcière, faisant d’elle l’antagoniste du film. Elle désire la fleur de nuit de Mary afin d’utiliser celle-ci pour des expériences de transformation.
Voix japonaise : Yūki Amami, voix française : Marjorie Frantz
Docteur Di (ドクター・デイ)
Doctor Dee est un membre de la faculté et un savant « fou ». C’est lui qui étudie les expérimentations de transformation et aide Madame Mumbletchuk à trouver Mary.
Voix japonaise : Fumiyo Kohinata, voix française : Nicolas Marié
Charlotte jeune (赤毛の魔女)
La jeune Charlotte (la sorcière au cheveux roux) est une sorcière qui volera les graines de la fleur. Elle ressemble à Mary et était une ancienne étudiante de l’université d’Endor. Elle découvre que la fleur est utilisée par Madame Mumbletchuk et Doctor Di pour des expérimentations dangereuses. Lorsqu’un des étudiants de l’université tombe victime de ses expérimentations, elle prend les graines de la fleur et s’échappe, les perdant ainsi que son balai. Après cela, elle décide de vivre une vie ordinaire.
Voix japonaise : Hikari Mitsushima, voix française : Florence Cabaret
Flanagan (フラナガン)
Flanagan est le professeur des balais. Il ressemble à une souris anthropomorphique, nourrit une forte fascination pour les balais et finira par sauver Mary et Peter.
Voix japonaise : Jiro Sato, voix française : Christophe Lemoine
Zébédée (ゼベディ)
Zébéedée est le jardinier du domaine et raconte les histoires et les secrets de la fleur de nuit.
Voix japonaise : Ken'ichi Endō, voix française : Philippe Catoire
Banks (バンクス)
Madame Banks est la gouvernante de la maison rouge.
Voix japonaise : Eriko Watanabe (en), voix française : Laurence Jeanneret
Tante Charlotte (シャーロット)
Charlotte est la grand-tante de Mary et maitresse de maison. Elle aide Mary lorsqu’elle est en danger.
Voix japonaise : Shinobu Ōtake, voix française : Catherine Lafond
Tib et Gib (les chats)
Tib et Gib sont les chats de Peter : Tib est un chat noir avec des yeux vert émeraude alors que Gib est un chat gris.
Voix japonaise :  Ikue Ōtani (Tib), Lynn (Gib) (VO : Ikue Ōtani et Lynn)
Petit Balai
 Source et légende : version française (VF) sur RS Doublage
Note : Il existerait également un doublage québécois pour le film, selon le site Doublage Québec. Cependant, cette version ne semble jamais avoir été commercialisée officiellement, les sorties vidéos canadiennes ne contenant que les versions japonaise et anglaise.

## Production

### Origines
Quelques mois après la sortie du roman, le Studio Disney acquit les droits de production cinématographique. En 1980, Mel Shaw et le réalisateur Wolfgang Reitherman décidèrent d’adapter le roman en un film d’animation. Toutefois, le studio estima que ce projet était trop similaire à un de leurs films les plus récents, L’apprentie sorcière
Quelques années plus tard, en 2014, de l’autre côté du globe, l’un des fondateurs du Studio Ghibli, Hayao Miyazaki annonce sa retraite. Cet événement amène à la création du Studio Ponoc.
C’est en mars, 2015 que Hiromasa Yonebayashi exprime son intérêt de tourner un troisième film pour Ghibli, se concentrant sur un film similaire de Ponyo, qui prête davantage d’attention à l’action.
Ainsi dit, en février 2016, Yonebayashi et Nishimura, annonce dans une conférence de presse que le film sera produit avec le Studio Ponoc, indiquant « C'est mon premier film depuis que j'ai quitté le Studio Ghibli. Au Studio Ponoc, je travaille sur un nouveau film avec le producteur Yoshiaki Nishimura et son excellente équipe. »
Nishimura décida d’adapter Mary et la Fleur de la sorcière parce qu’« il voulait faire un film fantastique avec des filles énergiques qui se déplacent. » Il indique qu "Il s'inspire du Petit balai, un livre pour enfants écrit par l'auteure britannique Mary Stuart en 1971, avant la naissance du Livreur de sorcières et de Harry Potter."

#### Organisation
La pré-production du film débute en décembre 2015 à  Musashino (Tokyo), avec le soutien de Yoshiyuki Momose, figure importante du Studio Ghibli. Des rapports publicitaires sont établis avec JR Nishi Nihon en vue de soutenir la production.
Nishimura continua à partager sa relation et inspiration du Studio Ghibli « J’aimerais créer des films hérités de l’esprit de Ghibli » en prenant soin d’expliquer que « Il existe beaucoup de studios qui font de bons films mais peu qui sont responsables et réfléchissent à l’image et aux valeurs qu’ils véhiculent à travers leurs productions. C’est pour cette raison que nous nous sommes sentis obligés de créer notre propre studio. »
Indiquant également, que l’équipe prendra en considération trois astuces partagées par Hayao Miyazaki : un film doit être amusant ; il doit être intéressant ; il doit réussir économiquement, afin de pouvoir faire un autre [film].

##### Réalisation
L’équipe de production étant composée de 80% de membres du Studio Ghibli, il est difficile de ne pas déceler l’influence de ce dernier sur le style et la narration du film.
Avec cette nouvelle équipe, Nishimura tint à préciser qu’il souhaitait faire perdurer le savoir-faire du Studio Ghibli en accordant une importance première à l’animation traditionnelle, au charme et à la chaleur de la ligne du dessin à la main.
D’après Yonebayashi, l’un des plus grands défis était représenté par la manière dont ils animeraient de manière convaincante les personnages fantastiques : « Étant donné que l'histoire se déroule dans un monde fantastique, je voulais m'assurer que les mouvements, les personnages et les paysages n'aient pas l'air réels, mais qu'ils soient d’une certaine manière fantastique. Nous avons dû animer de nombreux mouvements étranges. » Il mentionne surtout la scène où Mary entre à Endor, et où la directrice apparait dans l’eau, précisant « Chacune de ces scènes ne dure que quelques instants à l'écran, mais il a fallu environ deux mois pour les terminer. »
En décembre 2016, Studio Ponoc partage le premier clip du film, communiquant la date de sortie : 8 juillet, 2017.
En janvier 2017, une visite amicale en cours de production du film de Hayao Miyazaki à ses anciens collaborateurs semble adouber le studio Ponoc comme la relève de celui qui l'a cofondé.
Le générique du film comporte les noms de Hayao Miyazaki, Isao Takahata et Toshio Suzuki suivis de la mention « merci ».

## Musique
C’est le compositeur Takatsugu Muramatsu, qui s’est attelé à la réalisation de la bande-son du film Mary et la Fleur de la sorcière. Takastugu a également composé celle pour le dernier film de Yonebayashi, Souvenirs de Marnie. Joshua Messick, l’un des plus grands interprètes au monde de hammered dulcimer a lui aussi participé à l’enregistrement de la bande sonore.
La chanson du thème principal, est interprétée par Sekai No Owari. La chanson est nostalgique comme si elle avait existé tout près, mais en même temps elle rayonne d'une forte vitalité, et dépeint la vie et la croissance à travers le motif de la " pluie " d'un point de vue que seul SekaiI No Owari pouvait écrire.
Un instrument est unique du début à la fin du film. Il s'agit de l'instrument de percussion, le hammer dulcimer. Le producteur Nishimura voulait un instrument folklorique qui donnerait le ton à l'ensemble du film et a consulté le réalisateur Isao Takahata, expert en instruments folkloriques.
| Titres (en anglais)                             | Durée |
| ----------------------------------------------- | ----- |
| Mary's Theme                                    | 3:45  |
| The 'Fly-by-Night'                              | 2:51  |
| Mary Helps Out                                  | 3:46  |
| The Forest Tempts                               | 1:12  |
| The 'Witch's Flower'                            | 2.22  |
| Misty Forest                                    | 1:18  |
| The Broom Breathes                              | 0:36  |
| First Flight                                    | 2:11  |
| Endor College                                   | 3:03  |
| Introducing the College                         | 3:23  |
| Magic Science                                   | 2:34  |
| A Strange Flower                                | 1:23  |
| The Stolen Flower                               | 1:45  |
| Our Home                                        | 1:18  |
| The Imposter Witch                              | 1:19  |
| Mary Decides                                    | 3:12  |
| Endor College at Night                          | 1:50  |
| Master Spells                                   | 6:11  |
| The House Where Time Stopped                    | 2:14  |
| The "Fly-by-Night (2)                           | 3:33  |
| The Last Powers                                 | 2:27  |
| Let's Go Home, Together                         | 2:32  |
| Rainbow of Magic                                | 1:42  |
| RAIN                                            | 5:11  |
| The "Fly-by-Night" (-Hammered Dulcimer Version) | 1:10  |
| Mary's Theme - (Piano Version)                  | 1:58  |

## Sortie

### Distribution en salles
Le film Mary et la fleur de la sorcière est projeté au Japon le 8 Juillet 2017, dans le réseau de salles Tôhô, distributeur de cinéma historique des films (en grande partie) du studio Ghibli.
Il est diffus dans 458 salles à travers le Japon.
Parallèlement à la promotion japonaise du film, le studio Ponoc mène une intense campagne d’information en anglais, notamment sur les réseaux sociaux et en localisant les diverses bandes annonces du film.
Dès septembre 2017, le film est distribué dans la plupart des pays d’Asie, puis aux Etats-Unis/Canada et enfin en Europe. Il sort en France le 21 février 2018.

#### Distribution VOD
Le film a paru en DVD, Blu-ray, Digital HD et 4K Ultra HD avec Walt Disney (Japon) le 20 Mars, 2018.
En France, le DVD et Blu-ray sont sortis le 3 juillet, 2018.

## Réception

### Box-office
Le film Mary et la fleur de la sorcière, engendra des recettes à hauteur de €2.3 millions en France, ainsi que $2.4 millions aux États-Unis et au Canada. Il totaliser finalement $41millions à l’échelle planétaire.
Au Japon, le film ouvre en deuxième place, avec Ұ 428 millions de recettes, le week-end d’inauguration. Une augmentation par rapport au dernier film de Hiromasa Yonebayashi, Souvenirs de Marnie (2014), qui avait engendré Ұ 378.86 millions dès son premier week-end.
 France : 317 700 entrées

#### Accueil Critique
En France, le site Allociné recense une moyenne des critiques presse de 3,4/5, et des critiques spectateurs à 3,8/5.
Le site Rotten Tomatoes indique 89% sur 90 critiques positives, avec une moyenne de 6.9/10.
Le site Metacritic, qui fait recours à une moyenne pondérée, a attribué au film un résultat de 74 sur 100, sur la base de 26 critiques indiquant des opinions « généralement favorables ».

##### Nominations
| Année | Prix                                              | Catégorie                                                                               | Résultat |
| ----- | ------------------------------------------------- | --------------------------------------------------------------------------------------- | -------- |
| 2018  | Annie Awards                                      | Meilleure réalisation pour l'écriture d'un long métrage d'animation                     | nommé    |
| 2018  | Annie Awards                                      | Meilleure réalisation pour la conception de la production d'un long métrage d'animation | nommé    |
| 2018  | Awards of the Japanese Academy                    | Meilleur film d'animation                                                               | nommé    |
| 2018  | WFCC - Women Film Critics Circle Awards           | Meilleur femme animée                                                                   | nommé    |
| 2018  | INOCA- International Online Cinema Awards         | Meilleure film d'animation                                                              | nommé    |
| 2019  | ICS Award- International Cinephile Society Awards | Meilleur film d'animation                                                               | nommé    |
| 2019  | EDA Award- Alliance of Women Film Journalists     | Meilleur film d'animation                                                               | nommé    |
| 2019  | Anime Trending Awards                             | Film d'animation de l'année                                                             | nommé    |